# الثامن عشر من برومير لويس بونابرت
الثامن عشر من برومير – لويس بونابرت ((بالألمانية: Der 18te Brumaire des Louis Napoleon)‏) مقالة كتبها كارل ماركس بين ديسمبر 1851 ومارس 1852، نشرت أصلا في عام 1852 في Die Revolution (الثورة) مجلة شهرية ألمانية كانت تصدر في مدينة نيويورك  أنشأها جوزف فيديماير. النسخ اللاحقة باللغة الإنجليزية مثل طبعة هامبورغ 1869 حملت عنوان برومير الثامن عشر للويس بونابرت وهو عنوان الكتاب الشائع بالترجمات العربية.
تناقش المقالة الانقلاب الفرنسي عام 1851 التي استحوذ لويس نابليون بونابرت من خلاله على سلطات دكتاتورية. تظهر المقالة أسلوب ماركس كمؤرخ سياسي واجتماعي، يعالج الأحداث التاريخية الفعلية من وجهة نظر المفهوم المادي للتاريخ. أسوة بكتابات ماركس من نفس الفترة حول السياسة الإنجليزية، فإن برومير الثامن عشر هو المصدر الرئيسي لفهم نظرية ماركس في الدولة الرأسمالية. وفيها أيضا انتقادات للبروليتاريا أكثر مما تحويه كتابات ماركس الأخرى، إذ يصف فيه البيروقراطية بأنها «جسد طفيلي عملاق» وواصفا التصورات الشائعة حول كون البروليتاريا «حزب اللاسلطوية والاشتراكية والشيوعية» حزبا أنشئ بشكل متناقض على مفاهيم «حزب النظام» المعارض.
يشير العنوان إلى انقلاب 18 برومير الذي استولى فيه نابليون بونابرت على السلطة في فرنسا الثورية (9 نوفمبر 799، أو 18 برومير من العام الثامن في التقويم الجمهوري الفرنسي).

## محتويات الكتاب
في مقدمة الطبعة الثانية، قال ماركس أن القصد من العمل كان إثبات «كيف أن الصراع الطبقي في فرنسا قد أوجد الظروف والعلاقات التي مكنت شخصا سخيفا متوسط المواهب من أن يؤدي دور البطل.»

يحتوي العمل على أشهر صياغة لنظرة ماركس عن دور الفرد في التاريخ، التي غالبا ما تترجم إلى مقولة على النحو التالي: 
«إن الناس يصنعون تاريخهم بيدهم؛ إنهم لا يصنعونه على هواهم. إنهم لا يصنعونه بظروف يختارونها هم بأنفسهم بل بظروف يواجهون بها وهي معطاة ومنقولة لهم مباشرة من الماضي.»
 للأسف هذه الترجمة تحجب معنى الجملة - التي ينبغي أن تترجم 
«إن الناس يصنعون تاريخهم تاريخهم بيدهم؛ إنهم لا يصنعونه على هواهم، ولا بظروف يختارونها هم بأنفسهم بل من خلال ظروف معطاة ومنقولة. تقاليد كل الأجيال الميتة تثقل، مثل كابوس، أذهان الأحياء.»
تفسير ماركس لصعود لويس بونابرت وحكمه يثير اهتمام الباحثين المعاصرين الذين يدرسون طبيعة ومعنى الفاشية. العديد من الباحثين الماركسيين يعتبرون الانقلاب نذيرا لظاهرة الفاشية في القرن العشرين.
في الكتاب تصنف الجماهير البرجوازية، التي قال ماركس أنها وضعت يدها على الجمهورية كأنها ملكها الخاص، إلى: كبار ملاك الأراضي، الأرستقراطيين الماليين وكبراء الصناعيين، ذوي المقامات الرفيعة في الجيش، الجامعة، الكنيسة، البار، الأكاديمية، والصحافة.

## «التاريخ يتكرر... أولا كمأساة ثم كمسخرة»
هذا الكتاب هو مصدر إحدى أكثر مقولات ماركس اقتباسا أن التاريخ يعيد نفسه «الأولى كمأساة، والمرة الثانية كمهزلة»، مشيرا على التوالي إلى نابليون الأول وإلى ابن أخيه لويس نابليون (نابليون الثالث): يقول هيغل في مكان ما أن جميع الأحداث والشخصيات العظيمة في تاريخ العالم تظهر، إذا جاز القول، مرتين. وقد نسى أن يضيف: المرة الأولى كمأساة والمرة الثانية كمسخرة. كوسيديير مكان دانتون، لويس بلان مكان روبسير، «جبل» 1848 – 1851 مكان «جبل» 1793 – 1795، أبن الأخ مكان العم. والصورة الكاريكاتورية نفسها تظهر في الظروف التي رافقت الطبعة الثانية للثامن عشر من برومير. رأي ماركس كان صدى لملاحظة أدلى بها فريدريك إنجلز في نفس الفترة التي بدأ فيها ماركس بالعمل على هذا الكتاب. في رسالة إلى ماركس من 3 ديسمبر عام 1851، كتب انجلز من مانشستر:
.... يبدو حقا كأن هيغل العجوز، تحت ستار روح العالم، كان يوجه التاريخ من القبر، بتفان عظيم، مسببا أن يتكرر حدوث كل شيء مرتين، مرة واحدة كمأساة كبرى وفي المرة الثانية كمهزلة عفنة، كوسيدير بعد دانتون، ل. بلان بعد روبسبير، بارتيليمي بعد سان جوست، فلوكون بعد كارنو، وعجل القمر مع أول دزينة متوفرة من الملازمين المثقلين بالديون بعد العريف الصغير وفرقته من المشيرين. لذا  فإن 18 برومير مقبل علينا.
إلا أن هذه الفكرة ظهرت في عمل أبكر، مؤلف ماركس من عام 1837  رواية العقرب وفيليكس غير المنشورة، هذه المرة بالمقارنة بين نابليون الأول والملك لويس فيليب:
كل عملاق... يسبق قزما، كل عبقري يسبق فلستيا هزيلا... الأولان أعظم من هذا الدنيا، لذي يلقى بهما. أما الأخيران فيضربان جذرهما ويمكثان.... قيصر البطل يترك وراءه أوكتافيانوس الممثل، الإمبراطور نابليون يتبعه الملك لويس فيليب البرجوازي....